# Cimarron City (Oklahoma)
Cimarron City è un comune degli Stati Uniti d'America, situato nello Stato dell'Oklahoma, nella contea di Logan.